# Ultramega OK
Ultramega OK - дебютний студійний альбом американської рок-групи Soundgarden, що вийшов у 1988 році.

## Про альбом
Ultramega OK вийшов слідом за двома мініальбомами Screaming Life (1987) і Fopp (1988), що вийшли на лейблі Sub Pop. Для запису першого повноцінного альбому гурт уклав контракт з SST Records.
Музична палітра альбому містить в собі елементи хеві-метала, психоделічного року, класичного року і хардкор-панка. На підтримку альбому гурт провів концертний тур по США і країнам Європи.
 Ultramega OK приніс в 1990 гурту «Греммі» у номінації «Найкращий виступ в стилі метал».

## Список треків
| #     | Назва                   | Автор слів   | Автор музики  | Тривалість |
| ----- | ----------------------- | ------------ | ------------- | ---------- |
| 1.    | «Flower»                | Корнелл      | Таїл          | 3:25       |
| 2.    | «All Your Lies»         | Корнелл      | Таїл, Ямамото | 3:51       |
| 3.    | «665»                   | Корнелл      | Ямамото       | 1:37       |
| 4.    | «Beyond the Wheel»      | Корнелл      | Корнелл       | 4:20       |
| 5.    | «667»                   | Корнелл      | Ямамото       | 0:56       |
| 6.    | «Mood for Trouble»      | Корнелл      | Корнелл       | 4:21       |
| 7.    | «Circle of Power»       | Ямамото      | Таїл          | 2:05       |
| 8.    | «He Didn't»             | Корнелл      | Кемерон       | 2:47       |
| 9.    | «Smokestack Lightning»  | Хаулін Вульф | Хаулін Вульф  | 5:07       |
| 10.   | «Nazi Driver»           | Корнелл      | Ямамото       | 3:52       |
| 11.   | «Head Injury»           | Корнелл      | Корнелл       | 2:22       |
| 12.   | «Incessant Mace»        | Корнелл      | Тайл          | 6:27       |
| 13.   | «One Minute of Silence» | Корнелл      | Джон Леннон   | 1:02       |
| 42:48 |                         |              |               |            |

## Учасники запису
- Метт Кемерон - барабани
- Кріс Корнелл - вокал, ритм-гітара у піснях «Mood for Trouble», «He Didn't» і «Smokestack Lightning», бас-гітара в пісні «Circle of Power»
- Кім Таїл - лідер-гітара
- Хіро Ямамото - бас-гітара, основний вокал в «Circle of Power»